# Arnaud Cochet
Pour les articles homonymes, voir Cochet.
Arnaud Cochet, né le 2 juillet 1959 à Dinan est un haut fonctionnaire français. Il occupe le poste de préfet de Meurthe-et-Moselle août 2020 à août 2023.

## Biographie

### Jeunesse et études
Arnaud Cochet est titulaire d'une licence d'administration économique et sociale. Il effectue une scolarité à l'École nationale du Trésor, et devient inspecteur du Trésor en 1985. 
En 1993, il est diplômé de l'Ecole nationale d'administration, promotion Léon Gambetta. 

### Parcours dans la haute fonction publique
Il débute comme directeur de cabinet du préfet de Seine-et-Marne en 1993, puis secrétaire général de la préfecture de Haute-Corse en 1995. Il effectue ensuite une mobilité à la Commission européenne en 1997 avant de retrouver la préfectorale trois ans plus tard comme sous-préfet de Saint-Omer (Pas-de-Calais) le 3 juillet 2000. Chef du bureau du management du corps préfectoral et des administrateurs civils au Ministère de l'Intérieur en 2002, il redevient secrétaire général de la préfecture de la Corse-du-Sud de 2004 à 2008. Nommé sous-préfet de Cherbourg-Octeville en 2008, il est notamment responsable du transport des déchets nucléaires, du chantier Réacteur pressurisé européen (EPR) de Flamanville et de l’enquête publique sur le terminal charbonnier du port de Cherbourg. Il quitte son poste en 2010 pour devenir secrétaire général de la préfecture de Seine-Saint-Denis. 
En 2011 il est nommé directeur adjoint du cabinet du président de la République française Nicolas Sarkozy. 
Le 16 février 2012, il est nommé par décret préfet de la Haute-Saône. Il prend ses fonctions le 21 mars 2012.  
Resté en poste après l'alternance présidentielle de 2012, il est nommé préfet de l'Allier le 30 avril 2014 . Le regroupement des EPCI et la création de communes nouvelles dans l'Allier est resté au-dessous de ses ambitions. En 2016, une seule commune nouvelle a pu être installée par lui dans l'Allier : Haut-Bocage, regroupement des 3 communes de Givarlais, Louroux-Hodement et Maillet ; il laisse à ses successeurs quelques suggestions de fusion future, y compris la suppression d'une trentaine de syndicats intercommunaux. 
Le 22 août 2016, il est nommé préfet de l'Ain.
Le 24 août 2020, il prend ses fonctions en tant que préfet de Meurthe-et-Moselle, en remplacement d'Eric Freysselinard, à qui il avait déjà succédé en 2012 au poste de préfet de la Haute-Saône.

## Carrière professionnelle
- 1er octobre 1985 : inspecteur du Trésor.
- 1er mars 1993 : administrateur civil de deuxième classe, affecté au ministère de l'Intérieur.
- 30 mars 1993 : sous-préfet de deuxième classe, directeur du cabinet du préfet de Seine-et-Marne.
- 24 juillet 1995 : secrétaire général de la préfecture de Haute-Corse.
- 1er janvier 1997 : administrateur civil de première classe.
- 1er janvier 2000 : administrateur civil hors classe.
- 3 juillet 2000 : sous-préfet de première classe, sous-préfet de Saint-Omer.
- 18 août 2004 : sous-préfet hors classe, secrétaire général de la préfecture de la Corse-du-Sud.
- 21 janvier 2008 : sous-préfet de Cherbourg
- 19 avril 2010 : secrétaire général de la préfecture de la Seine-Saint-Denis.
- 3 octobre 2010 : directeur adjoint du cabinet à la présidence de la République.
- 16 février 2012 : préfet de la Haute-Saône[7]
- 30 avril 2014 : préfet de l'Allier[8].
- 22 août 2016 : préfet de l'Ain[9]
- 24 août 2020 : préfet de Meurthe-et-Moselle[6]

## Décorations
- Chevalier de la Légion d'honneur (2019)[10].
- Chevalier de l'ordre national du Mérite (2015)[11].